# Jeanne Devriès
Jeanne Devriès (Nova Orleans, abans de 1850 – [...?], 1924) fou una soprano, filla de la també soprano Rosa de Vries-van Os (1828-1889) i germana dels també cantants Fidès (1852-1941); Maurice (1858-1949) i Hermann (1858-1949).
Jeanne va fer el seu debut a l'edat de 17 anys al Théâtre Lyrique de París el juny de 1867 com Amina en La Sonnambula (en francès), de Bellini, va ser força elogiada per la crítica, però, digueren que no seria una nova Malibrán. Jeanne es va fer càrrec del paper principal de Catalina Glover per a l'estrena de La Jolie Fille de Perth de Bizet al mateix teatre (originalment destinat a Christina Nilsson), més tard el 1867, i va cantar Martha, i Rosina a El barber de Sevilla. Es va casar amb el tenor Dereims, premiat al Conservatori, i descrit com un "cantant intel·ligent" que va cantar àmpliament a França i a l'exterior, i va viatjar amb ell a Lisboa el 1878. Apareixent com Jeanne-DeVries Dereims a Brussel·les, va cantar a Los diamantes de la Corona (Catarina), sarsuela de Barbieri i Faust (Marguerite) en 1872-1873; en la temporada 1879-80 fou la Reina de la Nit en La flauta màgica (Nuitter / Beaumont). La resta de la seva carrera va transcórrer a França.